# Militair Gezag (1944-1946)

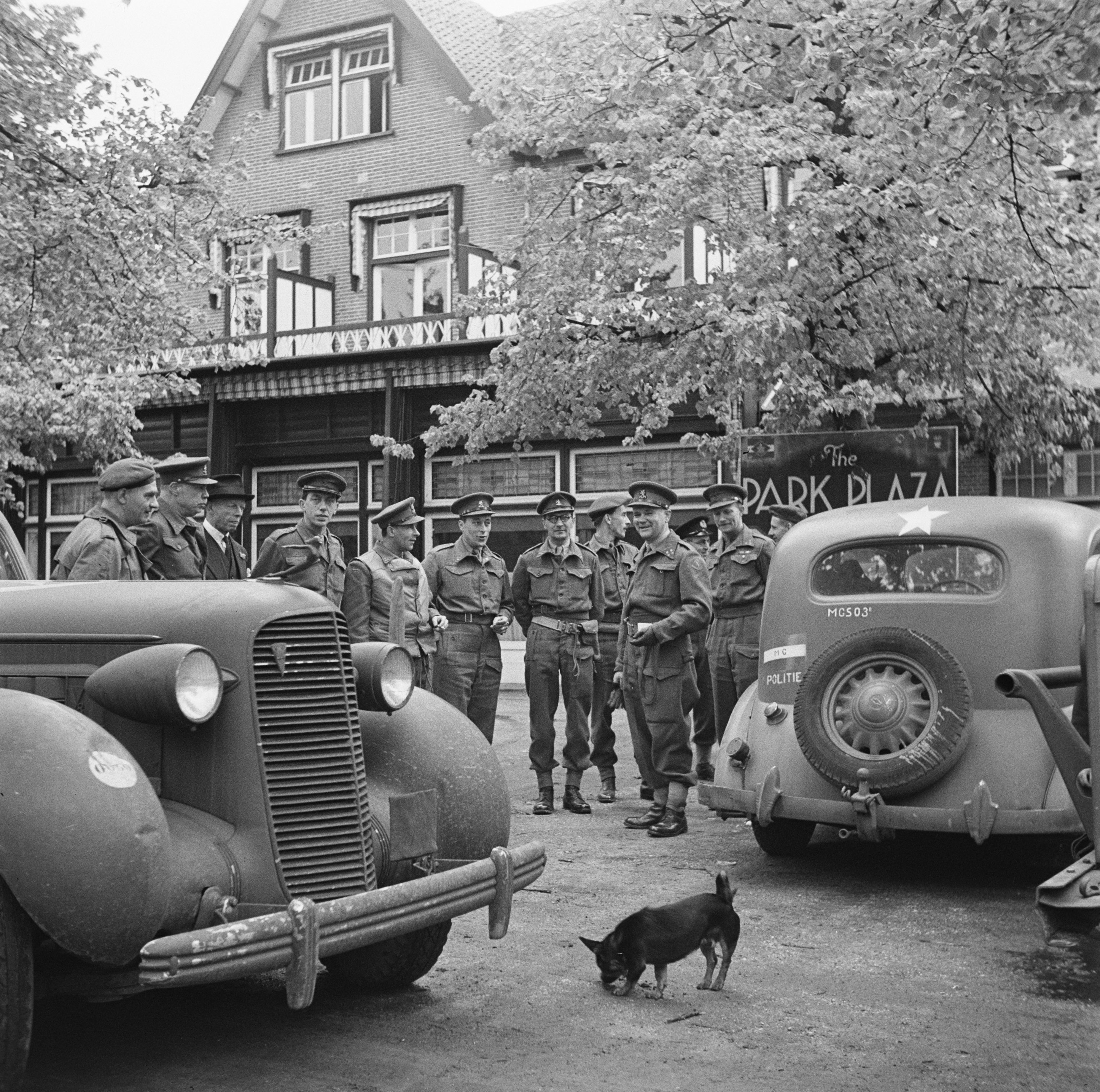
Generaal Kruls (2e van rechts) met andere officieren van het Militair Gezag na de capitulatie op weg naar West-Nederland (mei 1945)

Het Militair Gezag was het dagelijks bestuur van de in 1944 en 1945 bevrijde delen van Nederland namens de Nederlandse regering in Londen, tot aan de overdracht van de gebieden aan de regering. Het Militair Gezag werd opgericht op 14 september 1944 en ontbonden op 4 maart 1946.

## Geschiedenis
De Nederlandse regering in Londen voorzag grote bestuurlijke problemen na de bevrijding van Nederland. Daarom werd het bestuur bij wet aan het daarvoor opgerichte Militair Gezag opgedragen. 
De juridisch geschoolde generaal-majoor Hendrik Johan Kruls werd stafchef van het Militair Gezag. De ministerraad passeerde daarmee de kandidaat van koningin Wilhelmina; zij had haar schoonzoon prins Bernhard voorgesteld. Kruls was gedurende deze hele periode hoofd van het Militair Gezag.
Besluiten van het Militair gezag werden gepubliceerd in het Publicatieblad van het Militair Gezag.
De latere burgemeester Wim Thomassen was commissaris in de rang van majoor namens het Militair Gezag in Zaandam.

## Kritiek
De organisatie oogstte veel kritiek en werd, naar het hoofd ervan, wel 'Circus Kruls' genoemd, of 'Malle Gevallen' - ontleend aan de afkorting MG en de gelijknamige roman, die in 1934 was verfilmd.